# 韋斯利莊園 (印地安納州)
韋斯利公園（英語：Wesley Park）是位於美國印地安納州克林頓縣的一個非建制地區。該地的面積和人口皆未知。

## 地理
韋斯利公園的座標為40°17′47″N 86°30′43″W / 40.29639°N 86.51194°W，而該地的平均海拔高度為256米（即840英尺）。